# Dorothea Decker
Dorothea Decker (* 21. Januar 1926 in Wiesbaden) ist eine deutsche Malerin.

## Leben
Ihre Eltern, Leonie Opitz und Heinrich Decker, hatten 1920 geheiratet, ließen sich aber 1928 wieder scheiden. Die Mutter zog mit der zweijährigen Tochter nach Hannover, wo ihre Familie lebte. Die Mutter, die ebenfalls eine künstlerische Ausbildung hatte, erkannte früh die künstlerische Begabung von Dorothea und förderte sie nach Kräften. Der Zweite Weltkrieg verhinderte zunächst die weitere Entwicklung in diese Richtung. Dorothea Decker leistete, nachdem ihre Schule ausgebombt worden war, von 1940 bis 1945 Arbeitsdienst in der Landwirtschaft. Nach Kriegsende kehrte sie nach Hannover in eine winzige Behelfsunterkunft zu ihrer Mutter zurück. Diese drängte auf eine Berufsausbildung. Kunst hatte in dem zerbombten Deutschland 1945 aber keinen Platz, die Kunst- und Meisterschulen waren zerstört oder geschlossen. Zunächst arbeitete sie daher im Kunstgewerbe. Dorothea Decker fand eine 1947 Ausbildungsstelle als Dekorateurin und wurde gleichzeitig von Ernst-Erich Heidemann, einem Schüler des Jugendstilrepräsentanten Franz von Stuck, zur Malerin ausgebildet. Elemente aus dieser Ausbildungszeit finden sich immer wieder in ihren Arbeiten.
Ab 1955 war sie als Dekorateurin der Firma Pelikan (Hannover) angestellt und betreute ab diesem Zeitpunkt den Bezirk Süd-Westdeutschland mit Sitz in Koblenz bis 1970. Durch ihre künstlerischen Erfolge ermutigt, gründete sie kurze Zeit später zusammen mit Wilma Döring-Vitt das Künstlerhaus Karthause. Dort arbeitet sie selbstständig.

## Schaffen
1955 schenkte ihr ihre Mutter ein dreibändiges Werk über Emil Nolde. Dadurch angeregt, fuhr Dorothea Decker 1959 nach Klangxbüll und von dort nach Seebüll, dem Wirkungsort  Noldes. Auf dem Bahnhof von Klangxbüll musste sie feststellen, dass Seebüll noch 10 km entfernt und anscheinend nur zu Fuß zu erreichen war. Decker lief also zum Museum Emil Nolde, war dort die einzige Besucherin und Frau von Lepel, Ehefrau des damaligen Direktors der Emil-Nolde-Stiftung, widmete ihr viel Zeit. Beeindruckt war Dorothea Decker von den „ungemalten Bildern“. Ihr gefiel vor allem die Farbgebung mit Farben aus der Natur, die Nolde benutzte und die sie daraufhin eine Weile verwendete. Ihr Malstil orientierte sich danach an Nolde.
1958 machte sie zum ersten Mal Urlaub auf Sylt, für sie eine wichtige Begegnung, die sie jahrzehntelang mit der Insel verband. Der Wechsel von Licht und Schatten, der Farben und Formen beeindruckte sie, und sie begann mit Landschaftsstudien.
1962 lernte sie auf einer Bahnfahrt die Journalistin Wilma Döring-Vitt kennen. Diese Begegnung war so fruchtbar, dass sie in der Gründung des Künstlerhauses Karthause mündete. Zuerst bezog Dorothea Decker eine Wohnung im Haus von Wilma Döring-Vitt, dann erwarben beide zusammen 1970 ein Haus in Koblenz auf der Karthause.
Ab 1966 unternahm Dorothea Decker Studienreisen, die sie in verschiedene Länder führten: 1964 fuhr sie in die Schweiz, 1966 nach Griechenland, 1970, 1971, 1974 bis 1978 folgten Frankreichaufenthalte, und 1972 besuchte sie England. Die Eindrücke und Anregungen, die sie während dieser Reisen sammelte, finden sich in ihren Arbeiten wieder.
Ihre Hauptinspiration blieb aber die Insel Sylt. Bis 2009 fuhr sie mehrmals jährlich dorthin und malte.
Die Stiftung Rheinland-Pfalz für Kultur widmete Dorothea Decker im August 2014 eine Ausstellung auf der Festung Ehrenbreitstein in Koblenz unter dem Titel „Sommernachtstraum“.
Katharina Bornkessel, Rheinland-Pfalz Stiftung für Kultur, beschreibt die Werke von Dorothea Decker so: Grundsätzlich sind die Arbeiten von Dorothea Decker als „Abstrakte Malerei“ zu bezeichnen. „Manchmal gehen Sie, so wie bei der Arbeit Sommernachtstraum in Richtung Impressionismus, da viele Farben nebeneinander gesetzt werden und ein flüchtiger Moment zu entstehen scheint, in anderen Fällen werden die Gegenstände und Figuren jedoch in Flächen und Formen aufgelöst und damit abstrahiert.“

## Einzelausstellungen
1971 eröffnete sie ihre erste Ausstellung mit 50 Bildern. Weitere Einzelausstellungen folgten:
- Pfalzgalerie Kaiserslautern
- Mittelrhein-Museum Koblenz (mehrfach)
- Chapelle Ste. Marie, Nevers, Frankreich
- Museum der Stadt Worms
- Galerie Elitzer, Saarbrücken
- Stadtgalerie Altena/Westfalen (mehrfach)
- Galerie Wermann, Ingelheim
- Kleine Galerie Schmitz, Mayen
- Galerie Theiler, Zwischenahn
- Studio Galerie Bad Kreuznach (mehrfach)
- Landratsamt, Bad Kreuznach
- Rathaushalle Nümbrecht
- Festhalle Wintergarten, Zweibrücken
- Kurzentrum Eberbach/Neckar (mehrfach)
- Studio Haus Rabenhoog, Kampen/Sylt
- Galerie H. u. H. Schwarz, Keitum/Sylt
- Galerie Sylter Kunstfreunde, Westerland
- Kamphüs, Kampen/Sylt
- Kongresshalle Westerland
- Franz-Hitze-Haus, Münster/Westfalen
- Schloss Mainau
- Schloss Maretsch, Bozen
- Königsklinger Aue, Eltville
- Kunstverein Brodenbach, Alte Kirche
- Galerie Monreal
- Fürstenbahnhof Bad Homburg
- Gruga Essen (mehrfach)
- Steuben-Schurz-Gesellschaft, Frankfurt am Main
- De Haye’sche Stiftung, Koblenz
- Eintagsausstellung zum Empfang der Abordnung der Partnerstadt von Koblenz Nevers/Frankreich im Künstlerhaus Karthause
- Mouseion Mäzenatische Kulturinitiative, Eichenau
- Einzelausstellung, ausgerichtet von der Rheinland-Pfalz-Stiftung für Kultur, auf der Ehrenbreitstein/Koblenz vom 3.–31. August 2014

## Werke
- mit Wilma Döring-Vitt: Zyklen, Themen, Bilder 1979–2012. Döring, Koblenz 2012, ISBN 978-3-923516-32-2.
- Bilder 1973–2009. Döring, Koblenz 2010, ISBN 978-3-923516-30-8.
- Sylt, Juwel im Norden. Döring, Koblenz 2012, ISBN 978-3-923516-31-5.

| Personendaten    | Personendaten          |
| ---------------- | ---------------------- |
| NAME             | Decker, Dorothea       |
| KURZBESCHREIBUNG | deutsche Malerin       |
| GEBURTSDATUM     | 21. Januar 1926        |
| GEBURTSORT       | Wiesbaden, Deutschland |